# Parijs-Tours 2004
De 98e editie van Parijs-Tours werd gehouden op 10 oktober 2004, en maakte deel uit van de strijd om de wereldbeker. De wedstrijd startte in Saint-Arnoult-en-Yvelines en eindigde in Tours. De afstand was 252,5 kilometer.

## Verloop
Na 25 kilometer maakte een groep van zeventien zich los van het peloton. Van die zeventien besloten vier man de ontsnapping door te zetten: Erik Dekker, Bram Tankink, Vladimir Goesev en Manuel Quinziato. Nadat de vier acht minuten voorsprong hadden genomen, kregen ze gezelschap van Eric Berthou, die in zijn eentje de sprong had gewaagd.
In de achtervolging op de vijf man vooraan kwamen zo'n dertig renners in het peloton ten val. Onder hen Paolo Bettini en Óscar Freire, de nummers twee en drie in de WB-stand. De gevallenen vonden elkaar in een groepje, dat even later weer aansloot bij het peloton. 
Met nog 60 kilometer te gaan reed Berthou lek en hij moest zijn medekoplopers laten gaan. Hij kon de koplopers niet meer bijhalen en werd rap ingelopen door het peloton. 
Ondanks de inspanningen van het peloton hadden de vier koplopers op 30 kilometer van de finish nog een voorsprong van 1'35". Op een klimmetje maakte Dekker zoveel tempo dat alleen Goesov hem kon volgen. Tankink en Quinziato werden even later in de kraag gevat door het peloton. Dekker en Goesov reden stug door en hadden op 18 kilometer van de streep nog 55 seconden.
Op 8 kilometer van de finish, met nog 20 seconden voorsprong, reed Dekker weg bij Goesov. Twee kilometer later werd Dekker bijgehaald door  Matthias Kessler, Igor Astarloa en Juan Antonio Flecha. Met zijn vijven reden ze richting Tours.
Op 3,5 kilometer van de streep demarreerde Dekker nogmaals. Alleen Kessler wist hem te achterhalen. Hoewel Kessler vervolgens geen kopwerk meer deed, was het Dekker die als eerste over de streep kwam, net voor het aanstormende peloton.

## Uitslag
| Parijs-Tours 2004 (252,5 km) |                  |                        |            |
| Plaats                       | Naam             | Ploeg                  | Tijd       |
| Winnaar                      | Erik Dekker      | Rabobank               | 5u 33' 03" |
| 2                            | Danilo Hondo     | Gerolsteiner           | z.t.       |
| 3                            | Óscar Freire     | Rabobank               | z.t.       |
| 4                            | Allan Davis      | Liberty Seguros        | z.t.       |
| 5                            | Stuart O'Grady   | Cofidis                | z.t        |
| 6                            | Paolo Bettini    | Quick Step - Davitamon | z.t.       |
| 7                            | Matthias Kessler | Team T-Mobile          | z.t.       |
| 8                            | Uroš Murn        | Phonak                 | z.t.       |
| 9                            | Jaan Kirsipuu    | Ag2r Prévoyance        | z.t.       |
| 10                           | Eddy Mazzoleni   | Saeco                  | z.t.       |
|                              |                  |                        |            |
| 11                           | Stefan van Dijk  | Lotto-Domo             | z.t.       |
| 12                           | Philippe Gilbert | Fdjeux.Com             | z.t.       |

1896 · 
1897-1900 · 
1901 · 
1902-1905 · 
1906 · 
1907 · 
1908 · 
1909 · 
1910 · 
1911 · 
1912 · 
1913 · 
1914 · 
1915-1916 · 
1917 · 
1918 · 
1919 · 
1920 · 
1921 · 
1922 · 
1923 · 
1924 · 
1925 · 
1926 · 
1927 · 
1928 · 
1929 · 
1930 · 
1931 · 
1932 · 
1933 · 
1934 · 
1935 · 
1936 · 
1937 · 
1938 · 
1939 · 
1940 · 
1941 · 
1942 · 
1943 · 
1944 · 
1945 · 
1946 · 
1947 · 
1948 · 
1949 · 
1950 · 
1951 · 
1952 · 
1953 · 
1954 · 
1955 · 
1956 · 
1957 · 
1958 · 
1959 · 
1960 · 
1961 · 
1962 · 
1963 · 
1964 · 
1965 · 
1966 · 
1967 · 
1968 · 
1969 · 
1970 · 
1971 · 
1972 · 
1973 · 
1974 · 
1975 · 
1976 · 
1977 · 
1978 · 
1979 · 
1980 · 
1981 · 
1982 · 
1983 · 
1984 · 
1985 · 
1986 · 
1987 · 
1988 · 
1989 · 
1990 · 
1991 · 
1992 · 
1993 · 
1994 · 
1995 · 
1996 · 
1997 · 
1998 · 
1999 · 
2000 · 
2001 · 
2002 · 
2003 · 
2004 · 
2005 · 
2006 · 
2007 · 
2008 · 
2009 · 
2010 · 
2011 · 
2012 · 
2013 · 
2014 · 
2015 · 
2016 · 
2017 · 
2018 · 
2019 ·
2020 ·
2021 ·
2022 ·
2023 ·
2024 ·